# Czesław Kulewski

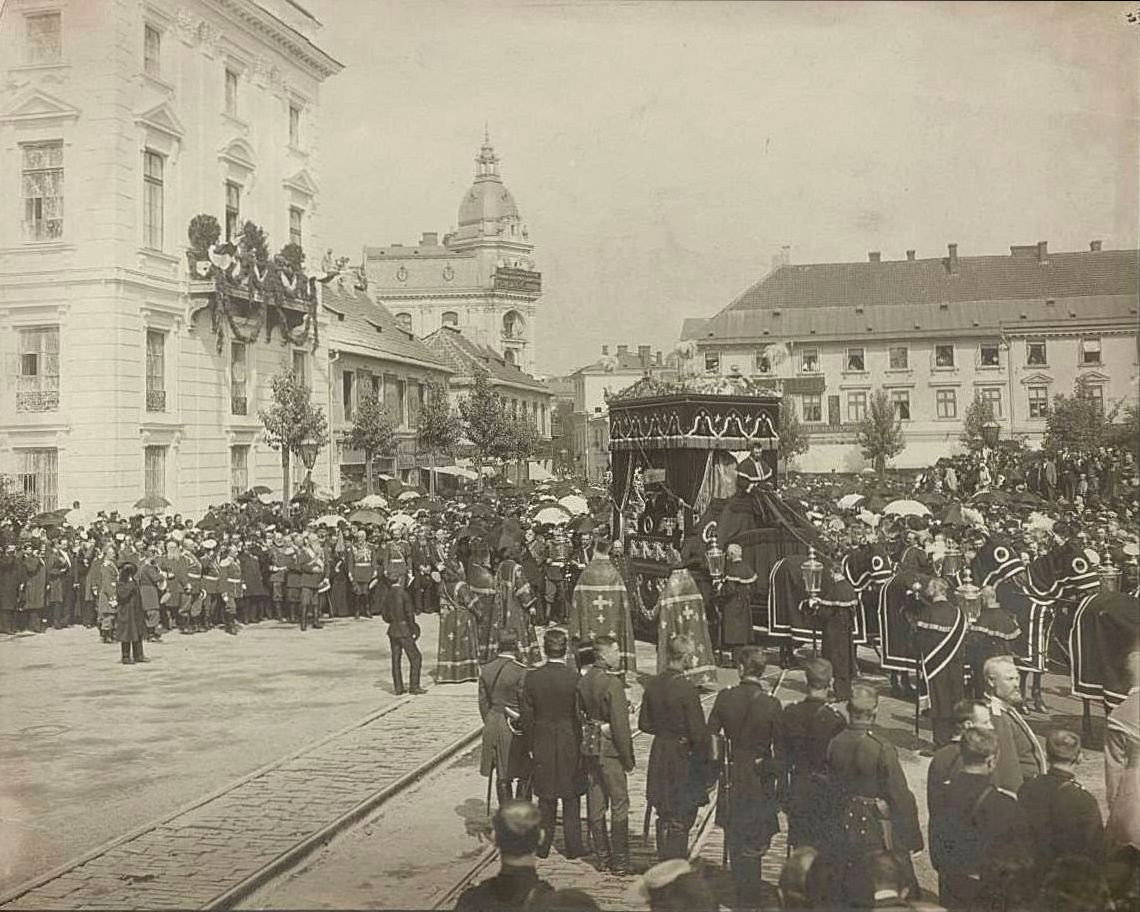
Pogrzeb Sokratesa Starynkiewicza 26 sierpnia 1902, fot. Czesław Kulewski

Czesław Kulewski (ur. 1867 w Warszawie, zm. 29 października 1916 tamże) – polski fotograf, reporter, kronikarz Warszawy, współpracował m. in z „Biesiadą Literacką”, „Wędrowcem”.
Urodził się w rodzinie uznanego fotografa warszawskiego Franciszka Kulewskiego. Po śmierci ojca w 1900 roku otworzył własny zakład „Czesław” przy ul. Chłodnej 27. Następnie około 1903 roku przeniósł swój lokal na ul. Nowy Świat 57, gdzie prowadził go do 1910. Pod koniec roku 1910 nowe studio Kulewskiego działało już przy ul. Marszałkowskiej 120, a następnie w roku 1912 zostało przeniesione do kamienicy pod numerem 75 na tej samej ulicy, gdzie działało do 1914. Jednocześnie przy ul. Chłodnej 16, funkcjonowała filia zakładu w latach 1913-1916.
Niemal od początku funkcjonowania zakładu Czesław Kulewski wykonywał fotografie reporterskie, dokumentując najważniejsze wydarzenia w życiu miasta. W 1901 roku wziął udział w wystawie fotograficznej w Ratuszu, zorganizowanej przez Warszawskie Towarzystwo Dobroczynności. W roku 1902 udał się do pałacyku Henryka Sienkiewicza w Oblęgorku, gdzie wykonał dokumentacje wnętrz oraz portrety rodziny - pięknie przygotowaną tekę swych prac przesłał następnie jako dar pisarzowi. Czesław Kulewski chętnie wykonywał także widoki Warszawy, które sprzedawał wydawcom pocztówek (m.in. drukarni G. Płatka, firmie Braci Rzepkowicz). W 1909 roku fotograf otrzymał srebrny medal „za starannie wykonane portrety i udatne pejzaże” na wystawie Przemysłu i Rolnictwa w Częstochowie.